# Långholmen (vid Hästön, Lovisa)
Långholmen är en ö i Finland. Den ligger i Finska viken och i kommunen Lovisa i landskapet Nyland, i den södra delen av landet. Ön ligger omkring 66 kilometer öster om Helsingfors.
Öns area är 7,5 hektar och dess största längd är 450 meter i sydöst-nordvästlig riktning.